# Gîte à chauves-souris des mines de Vallossières
Gîte à chauves-souris des mines de Vallossières este o arie protejată (sit de importanță comunitară — SCI) din Franța întinsă pe o suprafață de 2 ha, integral pe uscat.

## Localizare
Centrul sitului Gîte à chauves-souris des mines de Vallossières este situat la coordonatele 46°04′39″N 4°32′18″E / 46.0775°N 4.53833°E.

## Înființare
Situl Gîte à chauves-souris des mines de Vallossières a fost declarat arie specială de conservare în baza directivei 92/43 din 1992 referitoare la conservarea habitatelor naturale și a faunei și florei sălbatice pentru a proteja 7 specii de animale.

## Biodiversitate
Situată în ecoregiunea continentală, aria protejată nu include niciun habitat protejat.
La baza desemnării sitului se află mai multe specii protejate de  mamifere (7): liliac cârn (Barbastella barbastellus), liliac cu urechi mari (Myotis bechsteinii), liliac cu urechi de șoarece (Myotis blythii), liliac cărămiziu (Myotis emarginatus), liliac comun (Myotis myotis), liliacul mare cu potcoavă (Rhinolophus ferrumequinum), liliacul mic cu potcoavă (Rhinolophus hipposideros).
Pe lângă speciile protejate, pe teritoriul sitului au mai fost identificate 11 specii de mamifere.